# Sébastien Roch (roman)
Pour les articles homonymes, voir Sébastien Roch.
Sébastien Roch est un roman français d’Octave Mirbeau, paru chez Charpentier le 26 avril 1890, après une pré-publication en feuilleton dans les colonnes de L'Écho de Paris.
La dernière édition critique, préfacée et annotée par Pierre Michel, a paru en février 2011 à L'Âge d'Homme, Lausanne. Une nouvelle édition, illustrée par Éloi Valat, a paru en juin 2017 aux éditions Bleu autour.

## Le roman

### Le sujet
Dans ce troisième roman signé de son nom, Mirbeau transgresse un tabou majeur : celui du viol d’adolescents par des prêtres, sujet dont on n’a vraiment commencé à parler qu’un siècle après sa publication et qui fit de l'ouvrage la victime d’une véritable "conspiration du silence" .

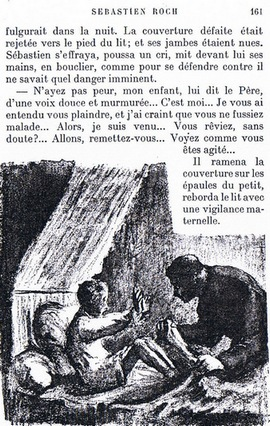
Illustration de H.-G. Ibels, 1906

C’est le récit du sacrifice d’un enfant dont toutes les qualités sont détruites par ses années de collège et les viols qu’il y subit. Arrivé sain de corps et d’esprit au collège des Jésuites de Vannes — où Mirbeau lui-même fit ses études et dont il a été chassé dans des conditions plus que suspectes, en 1863 — le jeune Sébastien Roch, au prénom et au patronyme hautement significatifs, est souillé à jamais et lui aussi injustement chassé sous une accusation infamante.
L’éducation jésuitique constitue un viol de son esprit, suivi du viol de son corps, au terme d’une entreprise de séduction conduite cyniquement par un prêtre machiavélique, son propre maître d’études, le Père de Kern. Celui-ci le fait encore chasser honteusement du collège sous prétexte de prétendues « amitiés particulières » avec son seul ami et confident, le taiseux et révolté Bolorec.
La personnalité de Sébastien en est déformée à jamais, et sa vie a perdu irrémédiablement tout sens, toute valeur et toute finalité; au lieu du roman de formation auquel on s’attend, Mirbeau nous livre le prototype du roman de la déformation.

### La portée
Au-delà de la matérialité des violences sexuelles, ces deux viols, compliqués d’inceste (car le « père » jésuite est aussi le substitut du père biologique et un père intellectuel), symbolisent le « meurtre des âmes d’enfant » dont se rendent coupables, en toute impunité, les collèges religieux.
Complice du « goupillon » (le clergé), l’armée achève le travail des Jésuites, que Mirbeau qualifie de « pourrisseurs » et « pétrisseurs d’âmes » : Sébastien est tué d’une manière particulièrement absurde au cours d’un épisode de la guerre de 1870 qu'il subit, à l’instar du romancier, dans l’armée de la Loire.
Les dernières lignes du roman nous montrent Bolorec portant le corps de son ami et s'enfonçant dans la fumée, « sous les balles et les obus ».

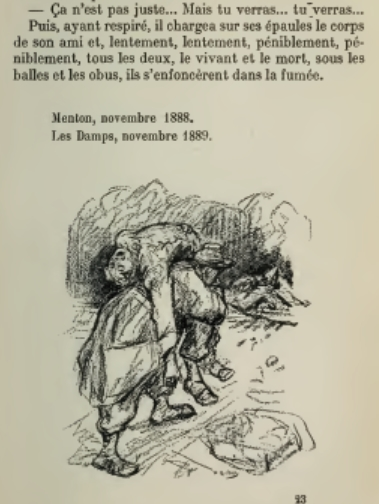
La mort de Sébastien Roch, par Henri-Gabriel Ibels, 1906

À la différence des autres romans de Mirbeau, la plus grande partie du récit est rédigée à la troisième personne, par un témoin anonyme, qui est l’équivalent du romancier omniscient, parce que le viol relève de l’indicible : le récit du viol stricto sensu est d’ailleurs remplacé par une ligne de points, comme celui d’un autre viol, dans un roman « nègre » de 1882, L'Écuyère. Cependant la seconde partie du roman comporte majoritairement de larges fragments du journal de Sébastien, ce qui redonne toute sa place à la subjectivité.